# Chrono Cross
Chrono Cross (jap. クロノ・クロス Kurono Kurosu) – wydana przez Square w roku 1999 w Japonii i 2000 w USA gra typu jRPG.
Chrono Cross opowiada historię młodego chłopaka – Serge’a, który podróżując pomiędzy dwoma równoległymi światami poznaje nowych przyjaciół i wyrusza na przygodę swojego życia. Głównymi antagonistami w Chrono Crossie są super-komputer F.A.T.E, kontrolujący ciało Wazuki, zwanego także Lynxem oraz Lavos Spawn – tzw. pożeracz czasu (Time Devourer). Gra rozgrywa się w El Nido – archipelagu, który w Chrono Triggerze był niemożliwy do zwiedzenia. Żyją tam smoki, które zostały przeniesione z wymiaru Dragonians oraz Demi-humans, rasa pół-ludzi, pół-zwierząt.
System walki w Chrono Crossie bazuje na elementach, które zastępują magię i techniki specjalne. Istnieje możliwość uniknięcia walk.